# Oleacinidae
Oleacinidae zijn een familie van weekdieren uit de klasse van de Gastropoda (slakken).

## Taxonomie
De volgende taxa zijn bij de familie ingedeeld:
- Geslacht  † Palaeoglandina Wenz in K. Fischer & Wenz, 1914
- Geslacht  † Pseudoleacina Wenz in K. Fischer & Wenz, 1914
- Onderfamilie Oleacininae H. Adams & A. Adams, 1855
  - Geslacht Cuboleacina Schileyko, 2000
  - Geslacht Flavoleacina Pilsbry, 1908
  - Geslacht Laevoleacina Pilsbry, 1907
  - Geslacht Oleacina Röding, 1789
    - = Boltenia L. Pfeiffer, 1878
    - = Glandina Schumacher, 1817
    - = Polyphemus Montfort, 1810

  - Geslacht Plicoleacina Pilsbry & Vanatta, 1928
  - Geslacht Rectoleacina Pilsbry, 1907
- Onderfamilie Varicellinae H.B. Baker, 1941
  - Geslacht Biangulaxis Pilsbry, 1907
  - Geslacht Costavarix H.B. Baker, 1935
  - Geslacht Euvaricella H.B. Baker, 1935
  - Geslacht Laevaricella Pilsbry, 1907
  - Geslacht Melaniella L. Pfeiffer, 1857
    - = Pichardiella P. Fischer, 1887

  - Geslacht Sigmataxis Pilsbry, 1907
  - Geslacht Vagavarix H.B. Baker, 1941
  - Geslacht Varicella L. Pfeiffer, 1854
    - = Melia Albers, 1850

### Synoniemen
- Euachatina Shuttleworth, 1856 => Glandina (Achatina) Lamarck, 1799 => Achatina Lamarck, 1799